# Hillsboro (Texas)
Hillsboro és una ciutat al Comtat de Hill a l'estat de Texas. Segons el cens del 2000 tenia 8.232 habitants.

## Demografia
Segons el cens del 2000, Hillsboro tenia 8.232 habitants, 2.876 habitatges, i 1.909 famílies. La densitat de població era de 350,4 habitants per km².
Dels 2.876 habitatges en un 33,4% hi vivien nens de menys de 18 anys, en un 47,3% hi vivien parelles casades, en un 14,4% dones solteres, i en un 33,6% no eren unitats familiars. En el 30% dels habitatges hi vivien persones soles el 14,8% de les quals corresponia a persones de 65 anys o més que vivien soles. El nombre mitjà de persones vivint en cada habitatge era de 2,69 i el nombre mitjà de persones que vivien en cada família era de 3,34.
Per edats la població es repartia de la següent manera: un 27,7% tenia menys de 18 anys, un 12,5% entre 18 i 24, un 25,2% entre 25 i 44, un 17,6% de 45 a 60 i un 16,9% 65 anys o més.
L'edat mediana era de 32 anys. Per cada 100 dones de 18 o més anys hi havia 89,9 homes.
La renda mediana per habitatge era de 26.017 $ i la renda mediana per família de 30.297 $. Els homes tenien una renda mediana de 22.393 $ mentre que les dones 20.652 $. La renda per capita de la població era de 12.576 $. Aproximadament el 17,6% de les famílies i el 21,8% de la població estaven per davall del llindar de pobresa.

## Poblacions properes
El següent diagrama mostra les poblacions més properes.